# Insektskimmel-familien
Insektskimmel-familien (Entomophthoraceae) er en familie blandt svampene, som rummer 14 slægter. Det er tvangssnyltere på insekter. Den vegetative del består af hyfer, mycelier eller hindeløse protoplaster. Sporebærerne er forgrenede eller uforgrenede. Sporerne frigives passivt eller aktivt . Hvilesporerne kan være koblede eller enkle og danner ofte en knopagtig, siddende eller stilket udvækst fra hyferne.

## Slægter
- Batkoa
- Empusa
- Entomophaga
- Entomophthora
- Erynia
- Eryniopsis
- Furia
- Massospora
- Neozygites
- Orthomyces
- Pandora
- Strongwellsea
- Tarichium
- Zoophthora

## Eksterne links
- zygomycetes.org: Entomophthoraceae – grundig oplysning om familien